# Ed Sanders (poeta)
Edward Sanders, detto Ed (Kansas City, 17 agosto 1939), è un poeta, cantante e scrittore statunitense.
Distintosi anche come attivista politico progressista, giornalista, editore, musicista, e membro fondatore del gruppo rock sperimentale The Fugs, si è imposto come una delle figure di transizione e collegamento tra la beat generation e il movimento hippie degli anni sessanta, personalità di rilievo in campo musicale, in quello della controcultura e in quello della letteratura.

## Biografia
Sanders nacque a Kansas City, Missouri. Nel 1958 smise di frequentare la University of Missouri per andare in autostop fino al Greenwich Village di New York per iscriversi alla New York University. Si laureò nel 1964, con un dottorato in lingua greca.
Scrisse il primo componimento poetico di rilievo, Poem from Jail, su della carta igienica in prigione dopo essere stato carcerato per aver protestato contro il lancio di un sottomarino nucleare armato di missili nel 1961. Nel 1962, fondò la rivista d'avanguardia Fuck You/A Magazine of the Arts. Sanders aprì la libreria "Peace Eye Bookstore" al numero 383 di East Tenth Street in quello che era allora il Lower East Side; il negozio divenne in breve tempo punto di raccolta di artisti bohemien, scrittori, e radicali di sinistra. Il 1º gennaio 1966, la polizia effettuò una retata alla Peace Eye Bookstore ed incriminò Sanders per oscenità, accusa che egli riuscì a confutare con l'aiuto dell'ACLU (Unione Americana per le Libertà Civili). La notorietà generata dal caso lo portò ad apparire sulla copertina di Life Magazine del 17 febbraio 1967, rivista che lo definì "leader della controcultura newyorkese".
A fine 1964, Sanders fondò i Fugs insieme a Tuli Kupferberg. La band, la prima a fondere musica rock e poesia nonché tra le prime a servirsene come strumento di satira politica, si sciolse nel 1969. Il 21 ottobre 1967, durante la "Marcia sul Pentagono", una manifestazione nazionale contro la guerra del Vietnam, Sanders affiancò i Fugs e la compagnia teatrale dei San Francisco Diggers nel tentativo di "esorcizzare" il Pentagono. Nel 1968, fu tra i firmatari della petizione "Writers and Editors War Tax Protest", rifiutandosi di pagare le tasse a un governo militarista responsabile della guerra in Vietnam.
Nel 1971, Sanders scrisse La Famiglia (The Family: The Story of Charles Manson's Dune Buggy Attack Battalion), un resoconto sugli avvenimenti che avevano portato agli omicidi Tate-LaBianca. Assistette al processo a Charles Manson, e trascorse del tempo presso lo Spahn Movie Ranch, covo della "Family" ("La famiglia") di Manson. Seguirono altre due edizioni aggiornate di The Family, la più recente risalente al 2002. La setta religiosa The Process Church of The Final Judgment citò in giudizio l'editore statunitense di Sanders per diffamazione a causa di un capitolo del libro che metteva in correlazione la setta con le attività di Manson. Il caso venne risolto dall'editore stesso, che decise di rimuovere il capitolo incriminato dalle edizioni successive. Anche l'editore britannico venne portato in tribunale dalla Process Church, ma perse la causa e fu costretto a pagare le spese procedurali.
Sanders è anche il fondatore del movimento "Investigative Poetry" ("poesia investigativa"). Il suo manifesto Investigative Poetry del 1976, pubblicato dalla City Lights Books di Lawrence Ferlinghetti, influenzò la scrittura investigativa e la poesia durante le decadi seguenti. Negli anni novanta, Sanders iniziò ad impiegare i principi della poetica investigativa per creare una serie di lunghi poemi dedicati a figure storiche e letterarie della storia americana. Tra questi lavori citiamo Chekhov, 1968: A History in Verse, e The Poetry and Life of Allen Ginsberg. Nel 1998, iniziò la stesura della monumentale opera in nove volumi America, A History in Verse. I primi cinque tomi, che tracciano la storia del XX secolo, sono stati pubblicati in formato digitale su compact disc.
Nel 1983 Sanders ricevette il premio Guggenheim Fellowship per la poesia, e nel 1987 fu la volta del National Endowment for the Arts, sempre per la poesia. Il suo Thirsting for Peace in a Raging Century, Selected Poems 1961–1985 vinse l'American Book Award nel 1988.
Attualmente Sanders risiede a Woodstock (New York), dove cura la pubblicazione online del Woodstock Journal insieme alla moglie, la pittrice e scrittrice Miriam R. Sanders.

## Opere scelte
- Poem from Jail, San Francisco: City Lights Books, (1963)
- Peace Eye (1965)
- Shards of God (1970)
- The Family: The Story of Charles Manson's Dune Buggy Attack Battalion (1971, New Edition, 1990)
- Egyptian Hieroglyphics (1973)
- Tales of Beatnik Glory, Volume 1 (1975)
- Investigative Poetry (1976)
- 20,000 A.D. (1976)
- Fame & Love in New York (1980)
- The Z-D Generation (1981)
- The Cutting Prow (1983)
- Hymn to Maple Syrup & Other Poems (1985)
- Thirsting for Peace in a Raging Century: Selected Poems 1961–1985 (1987)
- Poems for Robin (1987)
- Tales of Beatnik Glory, Volumes 1 & 2 (1990) New York: Citadel Underground. ISBN 978-0-8065-1172-6
- Hymn to the Rebel Cafe (1993)
- Chekhov (1995)
- 1968: A History in Verse (1997)
- America, A History in Verse, Vol. 1 (1900–1939) (2000)
- The Poetry and Life of Allen Ginsberg, The Overlook Press (2000)
- America, A History in Verse, Vol. 2 (1940–1961) (2001)
- America, A History in Verse, Vol. 3 (1962–1970) (2004)
- Poems for New Orleans (2004)
- Edward Sanders - Glyphs The Brother in Elysium (2011)
- Ed Sanders, Fug You: An Informal History of the Peace Eye Bookstore, the Fuck You Press, the Fugs, and Counterculture in the Lower East Side, Da Capo Press, 13 dicembre 2011, ISBN 978-0-306-81943-8.
- A Book of Glyphs Archiviato il 3 gennaio 2018 in Internet Archive. (trade edition) Granary Books (2014)
- A Book of Glyphs Archiviato il 3 gennaio 2018 in Internet Archive. (limited edition) Granary Books (2014)
- Glyph Notes: Commentary on A Book of Glyphs Archiviato il 10 febbraio 2015 in Internet Archive. Granary Books (2014)
- Sharon Tate: A Life (2015)
- La Famiglia, Giangiacomo Feltrinelli Editore, 2018, ISBN 978-88-07-03283-7.
- Broken Glory: The Final Years of Robert F. Kennedy, Arcade Publishing (2018) illustrato da Rick Veitch

## Discografia solista scelta
- Sanders' Truckstop (1969)
- Beer Cans on the Moon (1972)
- Yiddish-speaking socialists of the Lower East Side (1991)
- Songs in ancient Greek (1992)
- American Bard (1996)
- Thirsting for Peace (2005)
- Poems for New Orleans (2007)

## Discografia con i Fugs
- The Village Fugs Sing Ballads of Contemporary Protest, Point of Views, and General Dissatisfaction (Folkways Records 1965)
- The Fugs First Album (Esp-disk' 1966)
- The Fugs (Esp-disk' 1966)
- Virgin Fugs (Esp-disk' 1967)
- Tenderness Junction (Reprise 1968)
- It Crawled Into My Hand, Honest (Reprise 1968)
- Belle of Avenue A (Reprise 1969)
- Golden Filth - Live at the Fillmore East (Reprise 1969)
- Fugs 4 - Rounders Score (Esp-disk' 1969) - album di inediti delle prime registrazioni